# 比尔·博尔杰
威廉·J·博尔杰（英語：William J. Bolger，1931年8月21日—2009年10月8日），美国NBA联盟职业篮球运动员。